# Chhindwara (district)
Chhindwara is een district van de Indiase staat Madhya Pradesh. Het district telt 1.848.882 inwoners (2001) en heeft een oppervlakte van 11.815 km².
Hoofdstad: Bhopal
Districten: